# Antirrhinum molle
Antirrhinum molle ist eine Pflanzenart aus der Gattung der Löwenmäuler (Antirrhinum) in der Familie der Wegerichgewächse (Plantaginaceae).

## Beschreibung
Antirrhinum molle ist ein Zwergstrauch, dessen niederliegende bis aufsteigende Stängel Längen von bis zu 40 cm erreichen. Stängel, Laubblätter und Blütenstiele sind drüsenlos flaumig bis wollig behaart, Kelch, Krone und die Früchte sind drüsig-flaumig behaart. Die unten gegenständig und oben wechselständig stehenden Laubblätter sind 8 bis 22 mm lang und 5 bis 20 mm breit, breit eiförmig bis elliptisch. Die Blattstiele sind 2 bis 6 mm lang.
Die Tragblätter ähneln den Laubblättern. Die Blütenstiele sind 3 bis 20 mm lang. Die Kelchzipfel sind 5 bis 8 mm lang, lanzettlich und spitz. Die Krone ist 25 bis 35 mm lang, weiß oder blass rosa gefärbt und mit einem gelben Gaumen versehen.
Die Früchte sind nahezu kugelförmige Kapseln mit einem Durchmesser von 7 bis 8 mm.
Die Chromosomenzahl beträgt 2n = 16.

## Vorkommen und Standorte
Die Art ist im Osten und in der Mitte der Pyrenäen und in den angrenzenden Bergen im Nordosten Spaniens und Portugals verbreitet. Sie wächst auf kalkreichen Felsen und Wänden in Höhenlagen zwischen 500 und 1800 m.